# تلنگر (فیلم ۲۰۰۸)
تلنگر (به انگلیسی: Flick) فیلمی محصول سال ۲۰۰۸ و به کارگردانی دیوید هاوارد است. در این فیلم بازیگرانی همچون هیو اوکنور، فی داناوی، لیز اسمیت، میشله رایان، مارک بنتون، جولیا فاستر و جفری هیوز ایفای نقش کرده‌اند.